# Bierutów
Bierutów [bʲɛˈrutuf], tyska: Bernstadt an der Weide eller Bernstadt in Schlesien, är en stad i sydvästra Polen, belägen i distriktet Powiat oleśnicki i Nedre Schlesiens vojvodskap. Tätorten hade 5 010 invånare i juni 2014 och utgör centralort i en stads- och landskommun med totalt 10 241 invånare samma år.

## Geografi
Staden ligger vid floden Widawa mellan de större städerna Oleśnica och Namysłów, båda på ungefär 14 kilometers avstånd åt nordväst respektive sydost. Staden ligger i östra utkanten av Nedre Schlesiens vojvodskap och gränsar i öster direkt till Opole vojvodskap.

## Sevärdheter
- S:ta Katarinakyrkan, uppförd 1337, ombyggd 1680 och restaurerad under 1990-talet.
- Av det tidigare slottet återstår ett renässanstorn och barockportalen. På området finns idag ett museum.
- Rådhustornet är den enda bevarade delen av det förstörda rådhuset. Tornet restaurerades 2004 som minnesmonument och har ett musikaliskt klockspel som spelar klockan 12 dagligen.
- Heliga Trefaldighetskyrkans ruin
- S:t Josefskyrkan

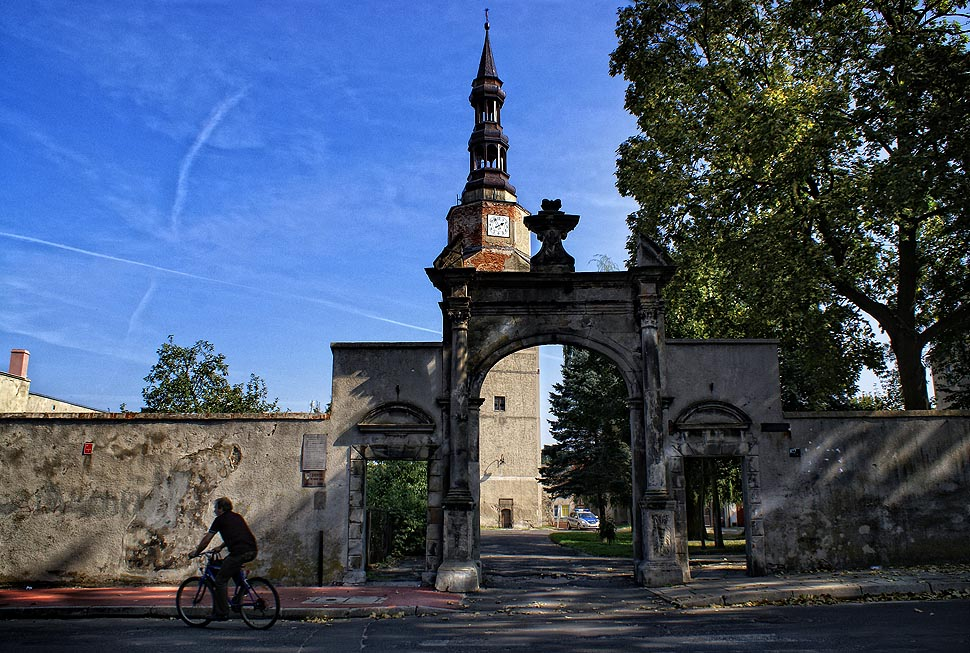
Slottstornet och portalen.
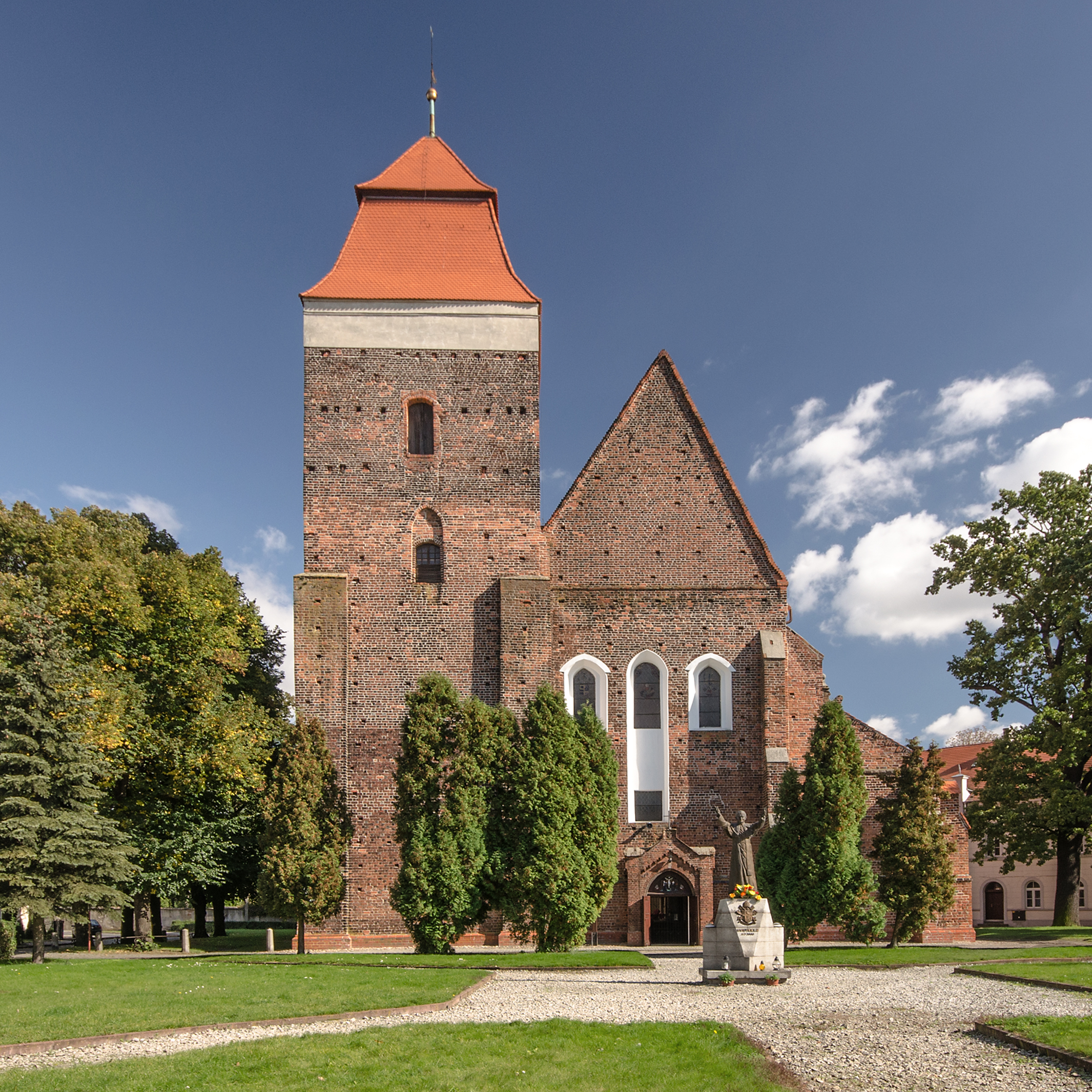
Katarinakyrkan.
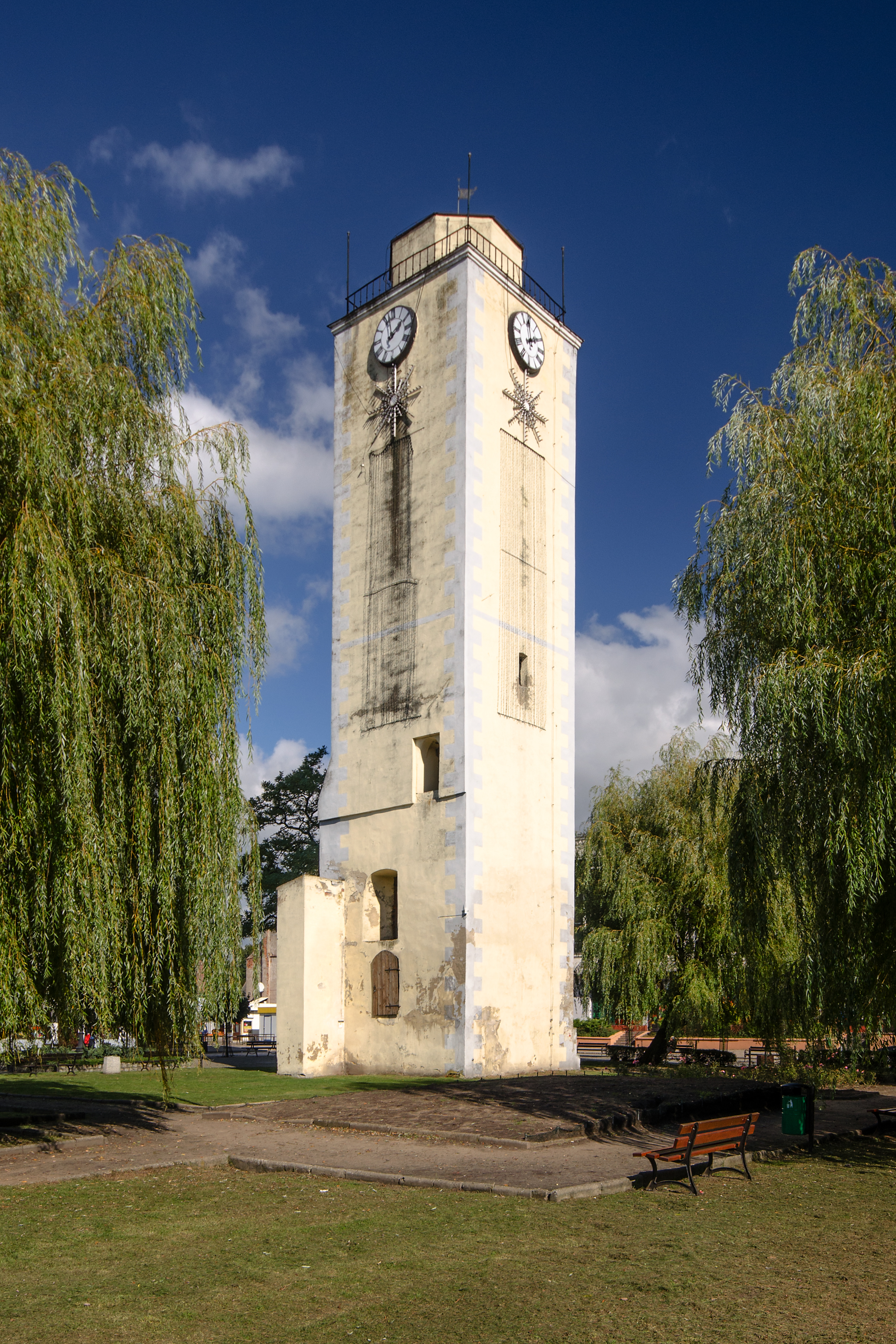
Rådhustornet.
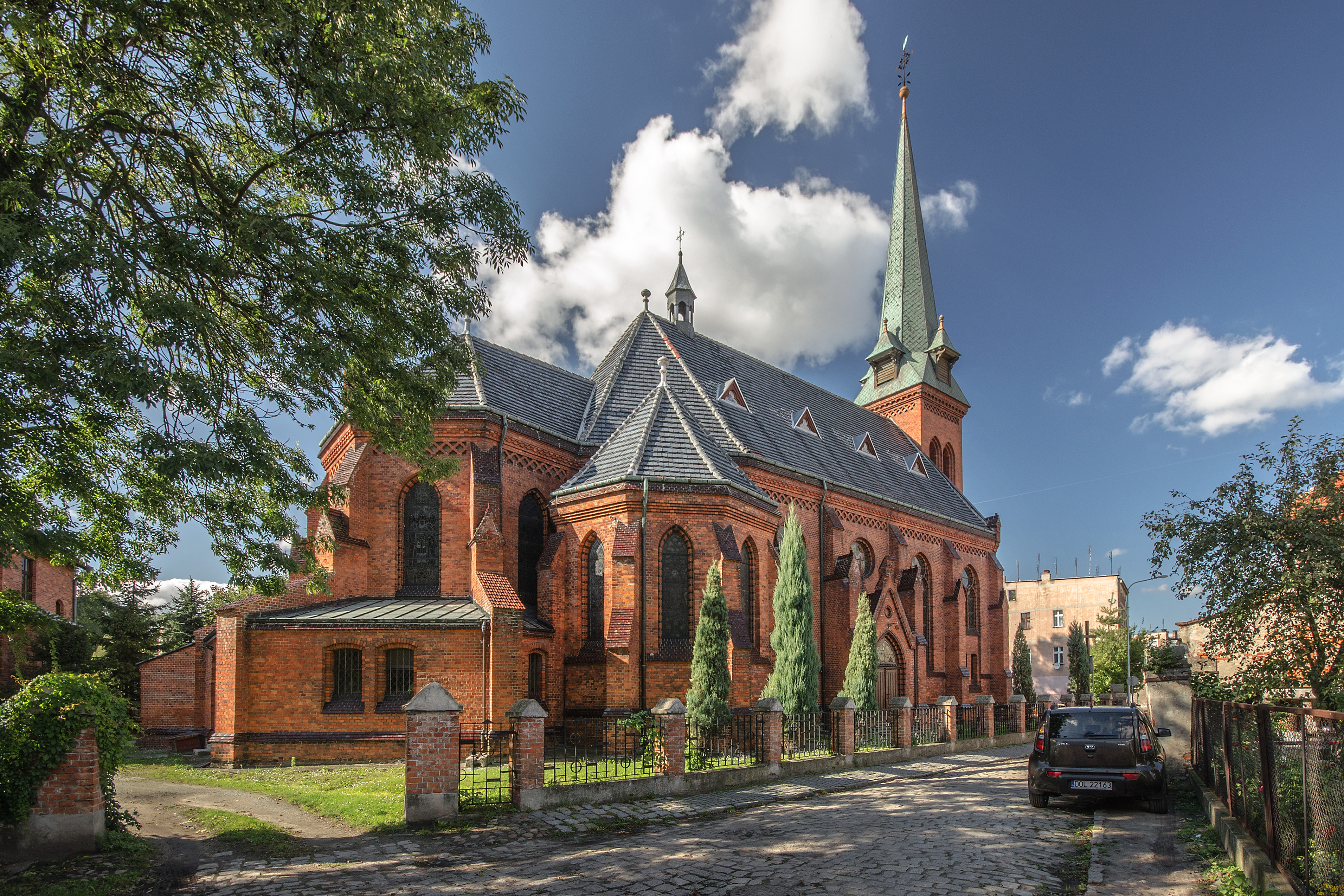
Josefskyrkan.
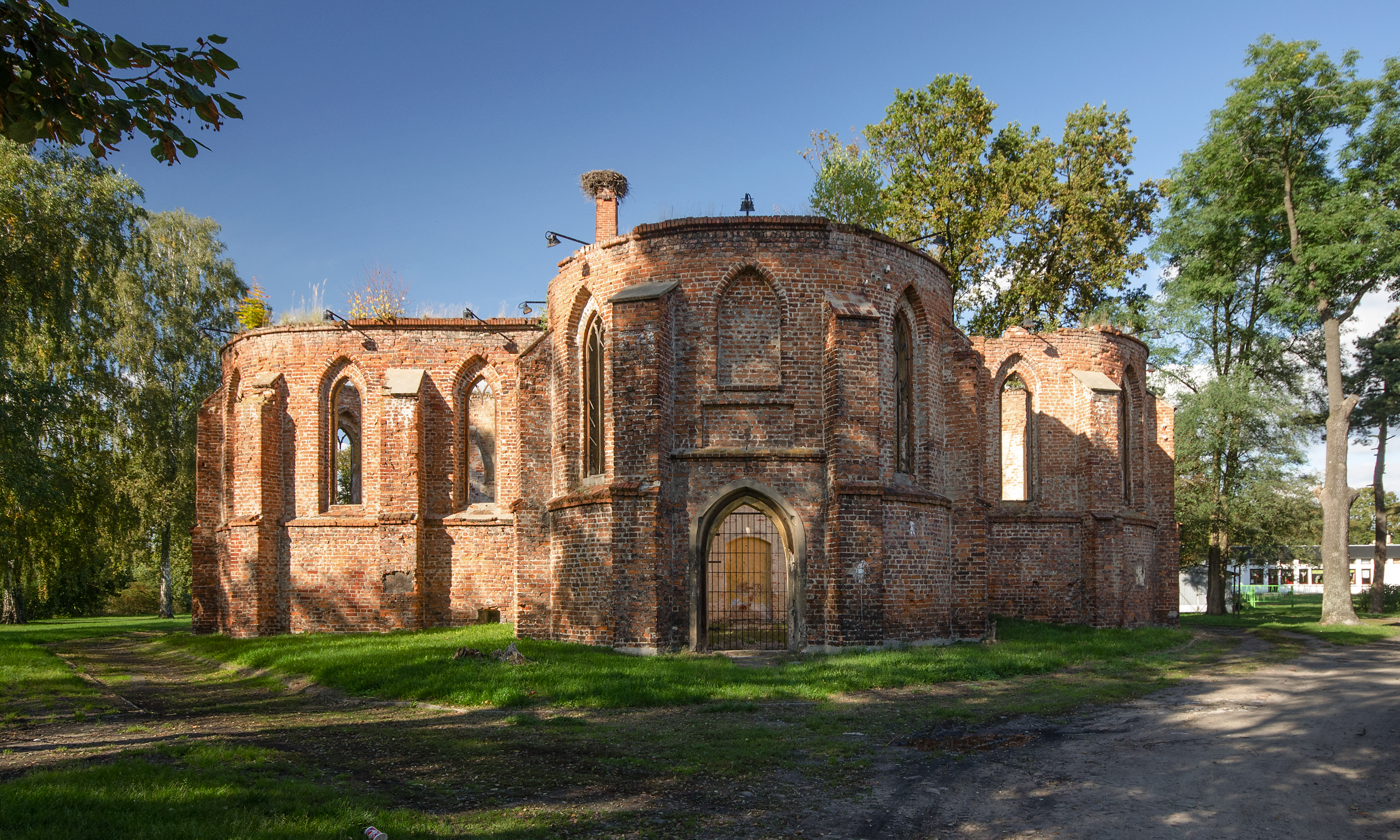
Heliga Trefaldighetskyrkans ruin.

## Kända invånare
- Andreas Acoluthus (1654–1704), orientalist och lingvist.
- David Behme (1605–1657), teolog och psalmförfattare.
- Luise Elisabeth av Württemberg-Oels (1673–1736), hertiginna av Sachsen-Merseburg.
- Josef Block (1863–1943), konstnär.
- Horace Meyer Kallen (1882–1974), amerikansk filosof.
- Ludwig Meidner (1884–1966), expressionistisk konstnär, grafiker och poet.
- Johann Georg Neidhardt (1680–1739), kompositör.